# Cebinae
Los monos capuchinos (Cebinae) son una subfamilia de primates platirrinos de la familia de los cébidos, en la que se agrupan los monos capuchinos gráciles (género Cebus) y los robustos (género Sapajus).  Se distribuyen en Centroamérica y Sudamérica.

## Clasificación
Es una de las dos subfamilias de la familia Cebidae junto con Saimiriinae (monos ardilla), e incluía sólo el género Cebus, siendo Sapajus un subgénero de él, hasta que en el 2011 una prueba genética reveló que Cebus y Sapajus estaban suficientemente distanciados genéticamente como para constituir géneros diferentes.
- Familia Cebidae
  - Subfamilia Cebinae
    - Género Cebus
      - Cebus kaapori
      - Cebus yuracus
      - Cebus capucinus
      - Cebus cuscinus
      - Cebus olivaceus
      - Cebus unicolor
      - Cebus imitator
      - Cebus brunneus
      - Cebus cesare
      - Cebus versicolor
      - Cebus leucocephalus
      - Cebus malitiosus
      - Cebus aequatorialis
      - Cebus albifrons
        - Cebus albifrons albifrons
        - Cebus albifrons trinitatis

    - Género Sapajus
      - Sapajus apella
      - Sapajus cay
      - Sapajus flavius
      - Sapajus libidinosus
      - Sapajus macrocephalus
      - Sapajus nigritus
      - Sapajus robustus
      - Sapajus xanthosternos

  - Subfamilia Saimiriinae
    - Saimiri oerstedii
    - Saimiri sciureus
    - Saimiri ustus
    - Saimiri boliviensis
    - Saimiri vanzolini